# Pachypterygium
Pachypterygium es un género de fanerógamas perteneciente a la familia Brassicaceae. Comprende trece especies descritas y de estas, solo 2 aceptadas.

## Descripción
Es una planta anual, bienal o hierbas perennes, ramificadas, usualmente glabras excepto la silicua. Hojas basales generalmente elíptico-oblongas, con hojas sésiles; las caulinarias  sésiles, cordadas o sagitadas a oval-oblonga, amplexicaules. Inflorescencia racemosa, ramificada o paniculada, ebracteada, a menudo laxa y alargada en la fruta. Flores pequeñas, de color amarillo a blanquecino o lila-blanco.  Silicua generalmente lineal, oblongo-cuneiforme a suborbicular, indehiscente, aplanada lateralmente, unilocular, poco a conspicuamente alada, glabra o pelos diminutos, raramente papillosa; ápice suele truncarse o sub-retuso; semillas generalmente 1, oblonga, de color marrón.

## Taxonomía
El género fue descrito por Alexander von Bunge y publicado en Delectus Seminum Horti Botanicus 8. 1843[1843].

## Especies aceptadas
A continuación se brinda un listado de las especies del género Pachypterygium aceptadas hasta febrero de 2014, ordenadas alfabéticamente. Para cada una se indica el nombre binomial seguido del autor, abreviado según las convenciones y usos.
- Pachypterygium brevipes Bunge
- Pachypterygium multicaule (Kar. & Kir.) Bunge